# 高仕坊
高仕坊（?—?），江蘇省揚州府東臺縣人，清朝政治人物、進士出身。
光緒三年（1877年），参加丁丑科殿試，登進士二甲第113名。同年五月，分部學習。